# Датиране по метода на следите на делене
Методът на следите на делене  (на английски: fission-track method) е добре доказан и широко използван метод за радиоактивно датиране на геоложки и археоложки събития и артефакти. За тази цел се използват минерали, съдържащи уран – най-често това са циркон и апатит, както и вулканично стъкло. Методът се базира на спонтанния радиоактивен разпад на ядрото на изотопа на урана 238U. Основната разлика с другите методи на радиоактивно датиране е, че тук се измерва не концентрацията на самия изотоп, а оставените следи от  продуктите на разпада му. Те причиняват линейни дефекти в кристалната решетка на минерала, наречени следи от спонтанното делене (на английски: spontaneous fission tracks). Акумулираните с времето следи могат да се наблюдават с обикновен петрографски микроскоп след полиране и ецване на кристалната повърхност. Тъй като броят на следите на делене зависи от температурата, методът се използва за проследяване на температурната еволюция на скали и минерали от горната част на земната кора (2 – 8 км).
Следите се задържат в кристалната решетка при определени условия, но могат да изчезнат при нагряване. Не съществува рязка температурна граница, под която продуктите на деленето, а следователно и следите на делене, се запазват. Вместо това съществува преходна температурна зона, наречена зона на непълно закаляване (partial annealing zone – PAZ), в която следите са термодинамично нестабилни. Ефективната температурна граница на затваряне (closure temperature) лежи някъде в тази зона и зависи от скоростта на изстиване и от кинетичните свойства на дадения минерал. Зоната на непълно закаляване за стандартен апатит (например – Durango apatite; 0.43wt% хлор) е между 60 °C и 110 °C. Например в апатит са наблюдавани непрекъснато формиращи се следи в кристалната решетка с първоначална дължина средно 16,3 микрона. Вследствие на продължително (105 – 106 години) подгряване при температури над 60 °C, следите започват да се скъсяват (търпят закаляване), като степента на скъсяване зависи от температурата и времето. Това може да се използва за възстановяване на температурно-времевата еволюция на изследвания образец чрез математическо моделиране на динамиката на дължините на следите. Този принцип е приложим и при анализирането на цирконови минерали, въпреки че кинетиката на закаляването на следите в цирконовата кристална решетка не е толкова добре изучена. Публикувани са широк набор от стойности за температурните граници на цирконовата зона на непълно закаляване. Най-новите изследвания, базирани на лабораторни експерименти, които са екстраполирани върху геоложки периоди от време (106 години) и комбинирани с резултатите от изследванията на дълбоки сондажи, дават широки граници на цирконовата зона на непълно закаляване – между 200 °C и 320 °C.